# Agrypon luteiceps
Agrypon luteiceps là một loài tò vò trong họ Ichneumonidae.